# Cholunná
Cholunná (německy Chollunna či Cholluna) je malá vesnice, část města Žirovnice v okrese Pelhřimov. Nachází se asi 1,5 km na severovýchod od Žirovnice. V roce 2009 zde bylo evidováno 25 adres. Žije zde 50 obyvatel.
Cholunná je také název katastrálního území o rozloze 2,6 km2.